# Syntrechalea caballero
Syntrechalea caballero is een spinnensoort in de taxonomische indeling van de Trechaleidae.
Het dier behoort tot het geslacht Syntrechalea. De wetenschappelijke naam van de soort werd voor het eerst geldig gepubliceerd in 2008 door Carico.